# 阿久津陽一郎
阿久津 陽一郎（あくつ よういちろう、1971年4月21日 - ）は、日本のミュージカル俳優。
東京都東久留米市出身。東京都立清瀬高等学校を経て拓殖大学政経学部卒業。劇団四季所属。既婚者。

## 経歴
大学3年時に劇団四季のオーディションに合格、1994年に32期生研究生として研究所入所。ファミリーミュージカル『冒険者たち』で劇団四季の初舞台を踏む。
『ライオン・キング』では、主役のシンバ役に抜擢され、2003年12月に大阪からスタートしたミュージカル『アイーダ』では主役の一人ラダメス役の日本公演オリジナルキャストに選ばれる。
2010年には『マンマ・ミーア!』広島公演でサム役としてデビュー。
2016年、オーディションにより『アラジン』のジーニー役にキャスティングされ、同年4月、ジーニーデビュー。
2024年、オーディションにより『 バック・トゥ・ザ・フューチャー』のドク・ブラウン役に選ばれる。

## 主な出演

### 舞台
- 冒険者たち（ノロイ役、イダテン役）
- 桃次郎の冒険（桃三郎役）
- エクウス（馬役）
- 人間になりたがった猫（風船屋役）
- クレイジー・フォー・ユー（ムース役）
- 夢から醒めた夢（暴走族役）
- ライオン・キング（シンバ役、男性アンサンブル）
- ハムレット（レイアーティーズ役、フォーティンブラス役）
- トロイ戦争は起こらないだろう (エクトール役）
- マンマ・ミーア!（サム・カーマイケル役、スカイ役）
- アイーダ（ラダメス役）
- ミュージカル異国の丘（劉玄役）
- ミュージカル南十字星（保科勲役）
- アンチゴーヌ （エモン役）
- オンディーヌ（ベルトラム役）
- キャッツ（ラム・タム・タガー役）
- ジーザス・クライスト＝スーパースター(ヘロデ王役)
- ウエストサイド物語 （トニー役）
- 劇団四季 ソング&ダンス55ステップス（ヴォーカルパート）
- 劇団四季 ソング&ダンス The Spirit（ヴォーカルパート）
- ジョン万次郎の夢（ホイットフィールド船長／島津斉彬役）
- アラジン（ジーニー役）
- 恋におちたシェイクスピア (劇団四季)（リチャード・バーベッジ役）
- アナと雪の女王（アグナル王役）

✴︎ ひばり（ウォーリック伯役）
- バック・トゥ・ザ・フューチャー（ドク役）

### CD
- クレイジー・フォー・ユー（ムース役）
- ライオン・キング（男性アンサンブル2枠）
- アイーダ（ラダメス役）
- マンマ・ミーア!（サム・カーマイケル役）
- ミュージカル南十字星(保科勲役)
- アナと雪の女王（アグナル王役）

### DVD
- ミュージカル南十字星（保科勲役）
- トロイ戦争は起こらないだろう（エクトール役）